# Anaphes schellwieniens
Anaphes schellwieniens är en stekelart som beskrevs av Meunier 1901. Anaphes schellwieniens ingår i släktet Anaphes och familjen dvärgsteklar. Inga underarter finns listade i Catalogue of Life.